# Siły i środki walki zbrojnej
Siły i środki – żołnierze jednostek organizacyjnych wszystkich rodzajów wojsk i sił zbrojnych wraz z bronią, sprzętem technicznym i materiałowym wyposażeniem; siły i środki walki zbrojnej to odpowiednio wyposażeni, uzbrojeni i wyszkoleni żołnierze, zorganizowani w stosowne do celów zadań struktury bojowe; człowiek, broń i organizacja to trzy główne składowe wojska.
Siły  to: zgrupowanie jednostek pod jednym dowództwem w celu przeprowadzenia określonego działania lub wykonania zadania bojowego. Siły to elementy o ustalonym składzie bojowym lub też zebrane doraźnie. Do sił zalicza się: pojedynczych żołnierzy, pododdziały, oddziały, związki taktyczne, związki operacyjne, wraz z ich organami dowodzenia i kierowania.

Środki (zasoby ) to: rzeczy, środki walki i inne, których wprowadzenie do działania lub wykorzystanie w trakcie działań przyczynia się do osiągnięcia celu. Środki mogą być też postrzegane przez ich dostępność, możliwości ich zastosowania, ich wykorzystania w funkcji czasu. To też zabezpieczenie materiałowe, techniczne, medyczne i inne usługi świadczone na rzecz sił.
Siły i środki walki zbrojnej to odpowiednio wyposażeni, uzbrojeni i wyszkoleni żołnierze zorganizowani w struktury bojowe. Człowiek, broń i organizacja to trzy główne składowe wojska.

## Żołnierz, broń i organizacja

### Żołnierze
Jakość żołnierzy ma decydujący wpływ na przebieg i wynik starcia zbrojnego. Ardant du Picq,  stwierdza : ostatecznym zadaniem wojska jest walka, a człowiek jest jej głównym narzędziem. Nie znając dokładnie głównego narzędzia walki, to jest człowieka i stanu jego ducha w rozstrzygającym momencie walki, nie możemy odpowiednio zorganizować wojska, nie możemy mu dać dobrego ustroju ani organizacji, wytworzyć karności, ani wreszcie określić zasad taktyki, które to sprawy łączą się ze sobą, jak palce jednej ręki.
Napoleon, uważał, że o zwycięstwie w bitwie w 3/4 przesądza człowiek, a tylko 1/4 stanowi wartość czynnika materialnego (broni). W okresie fascynacji postępem technicznym, nowymi wynalazkami i ich militarnymi zastosowaniami zdarzały się też skrajnie odmienne poglądy.  John F.C. Fuller w okresie międzywojennym  wyraził się, że o zwycięstwie w walce zbrojnej w 99% przesądzają środki walki, w tym broń. W jego opinii człowiek miałby być tylko dodatkiem do techniki. 
Rolę człowieka na współczesnym polu walki należy oceniać na wielu płaszczyznach. Żołnierz jest zarówno podmiotem, jak i środkiem, a także przedmiotem walki zbrojnej. W pierwszym przypadku to dowódca – decydent i organizator walki. Jego wiedza, umiejętności organizatorskie i osobowość stanowią ważne składniki wartości bojowej. Inny aspekt czynnika ludzkiego w walce to człowiek jako wykonawca. Jest on bezpośrednim realizatorem decyzji dowódców, jest zatem środkiem walki zbrojnej. Początkowo najistotniejsze znaczenie miała siła fizyczna i sprawność wojowników, a starcia zbrojne były w większości sumą indywidualnych pojedynków.
Dominacja indywidualnej sprawności bojowej trwała do czasu pojawienia się armii masowych. Powstał jakościowo inny czynnik − czynnik masy. Jego istota sprowadza się do tego, że wartość bojowa zgrupowania wojsk jest większa niż suma indywidualnych wartości bojowych wszystkich jego żołnierzy. W armiach  XVIII wieku więzy te kształtował przede wszystkim rewolucyjny zapał i idea przeobrażeń społecznych. Nawet słabo wyszkolone i źle wyposażone jednostki tworzyły w swojej masie silną armię. Ich przykładem jest armia napoleońska. W warunkach rewolucji naukowo-technicznej zarysował się ponownie wyraźny wzrost roli profesjonalnego przygotowania żołnierzy. Coraz bardziej skomplikowany sprzęt bojowy wymaga od człowieka specjalistycznych umiejętności. Obecnie fachowiec−specjalista wypiera dawnego uniwersalnego wojownika.

### Broń
Czynnikiem determinującym jakość działań zbrojnych są także środki walki. Rozwój broni jest podstawowym motorem i wyznacznikiem zmian w sposobach i metodach prowadzenia wojny. Prawdopodobnie protoplastą wszelkiej broni były kij i kamień. Kij używany do walki wręcz dał początek broni białej, a rzucany ręką człowieka zapoczątkował broń miotającą. Broń biała to oręż obecnie już zanikający. Dzieliła się na broń obuchową, drzewcową, sieczną oraz kłującą. Dominowała na polach bitew do czasu pojawienia się broni palnej, a następnie współistniała z nią. Dopiero rozwój broni maszynowej wyparł ją niemal całkowicie z arsenału wojsk.
Dawna broń miotająca dzieliła się na neurobalistyczną, w której do miotania pocisków wykorzystywana była sprężystość oraz barobalistyczną z wykorzystaniem dźwigni i siły odśrodkowej. Najbardziej powszechną bronią miotającą był łuk. 
Dawna broń miotająca wyparta została przez broń pirobalistyczna, czyli broń palną, działająca na zasadzie wykorzystania siły wybuchu gazów prochowych. Równolegle rozwijały się dwie jej podstawowe odmiany: strzelecka i artyleryjska.
Broń strzelecka — to broń palna o kalibrze do 20 mm. Stanowi wyposażenie pojedynczych żołnierzy lub jest montowana na wozach bojowych,  na śmigłowcach i samolotach. Od pierwszych muszkietów do współczesnych karabinów i pistoletów maszynowych, broń strzelecka przeszła istotną ewolucję. W połowie XIX wieku pojawiły się karabiny odtylcowe i zastosowano metalową łuskę, na przełomie XIX i XX wieku armie otrzymały karabiny maszynowe. Rozwój broni strzeleckiej ilustruje następujące zestawienie: za czasów Napoleona strzelec oddawał jeden strzał na minutę, w czasie I wojny światowej – 15, a w czasie II wojny światowej – 450, to jest tyle, ile na początku XIX wieku cały batalion. Po II wojnie światowej karabiny przystosowano do strzelania granatami nadkalibrowymi. Obecnie dąży się do zmniejszenie wymiarów i ciężaru, stosowania amunicji bezłuskowej, standaryzację kalibrów przy jednoczesnym zmniejszaniu ich wielkości.
Broń artyleryjska - to broń palna o kalibrze ponad 20 mm. Jej geneza sięga starożytnych machin miotających. W XIV wieku pojawiła się jej ogniowa odmiana – bombarda. Na szeroką skalę rozwinęła się w XIX wieku, a na początku XX wieku wyodrębniono artylerię przeciwpancerną i przeciwlotniczą. W II wojnie światowej dużą rolę odgrywała artyleria rakietowa. 
Obecnie artyleria jest głównym nośnikiem siły ogniowej zgrupowań wojsk. Rozwija się artyleria samobieżna i rakietowa. Doskonalona jest amunicja. Do użycia weszły pociski kierowane i samonaprowadzające się na cel.
Najbardziej powszechnym w wojskach lądowych systemem broni są wozy bojowe. Wywodzą się one ze starożytnych rydwanów. W pełni rozwinęły się w dobie motoryzacji i mechanizacji wojsk. Wśród współczesnych wozów bojowych miejsce szczególne zajmują czołgi. Pojawiły się na polach bitew I wojny światowej, a ich współczesne odpowiedniki cechuje duża manewrowość, siła ognia i żywotność bojową. Zaletą czołgu są precyzyjne systemy kierowania ogniem, amunicji o zwiększonej donośności i celności, a także pancerz chroniący załogę.
Kolejna grupa to bojowe wozy piechoty. Są zazwyczaj partnerem czołgów na współczesnym polu walki. Główne kierunki doskonalenia bwp to zwiększanie ich siły ogniowej oraz polepszanie osłony załogi. Najnowszą odmianą „wozów bojowych” stają się śmigłowce bojowe (szturmowe). Doskonalenie jakościowe śmigłowców czyni z nich jeden z podstawowych środków walki wojsk lądowych.
Obecnie najbardziej dynamicznie rozwijającą się jest broń radioelektroniczna. Jest ona przeznaczona do destrukcyjnego oddziaływania przede wszystkim na systemy informacyjne: system dowodzenia, rozpoznania, łączności, kierowania środkami rażenia. Pierwsze zastosowanie środków radioelektronicznych miało miejsce na początku XX wieku. Było to wykorzystanie własnych środków radiowych do rozpoznania i dezinformacji radiowej oraz zakłócania środków radiowych przeciwnika. Stanowi dziś  broń zdolną zdezorganizować i uczynić bezużytecznymi złożone systemy strukturalne i techniczne sił zbrojnych przeciwnika.
Najgroźniejszą odmianą współczesnej broni jest broń masowego rażenia. Zalicza się do niej środki jądrowe, chemiczne i biologiczne. To środki śmiertelne i obusiecznie. Ich użycie może stanowić samozagładę ludzkości.

### Organizacja
Początkowo wojsko na polu bitwy tworzyło  jedną całość - armię, a ta dzieliła się na mniejsze części warunkowane potrzebami zapewnienia sprawnego dowodzenia. W Chinach w VI−V w. p.n.e. stosowano system piątkowy w piechocie i dziesiętny w konnicy. Armia rzymska składała się z legionów liczących po 4000-6000 żołnierzy, a każdy z nich z kolei dzielił się na manipuły połączone w późniejszym okresie w kohorty. Manipuły składały się z centurii podzielonych na dziesiątki.
W średniowieczu najmniejszym pododdziałem jazdy była kopia. W jej skład wchodził rycerz, giermek i  pachołkowie. Kopie łączyły się w chorągwie. Po wprowadzeniu na uzbrojenie broni palnej, poszukiwano struktur organizacyjnych zapewniających maksymalne wykorzystanie siły ognia oraz dużą elastyczność i manewrowość w toku starcia. Wtedy powstała struktura batalionowo−brygadowa. Brygady tworzyły możliwości połączenia pikinierów i muszkieterów. W XVII wieku batalion liczący od 500 do 800 żołnierzy stał się podstawową jednostką taktyczną piechoty. Wraz z pojawieniem się masowych armii nastąpił kolejny gruntowny przełom w organizacji wojsk. O ile w starożytności i średniowieczu liczebność wojsk mierzona była co najwyżej dziesiątkami tysięcy żołnierzy, to np. armia francuska w 1793 liczyła około 1,2 miliona żołnierzy. Wtedy powstawały korpusy dywizje i armie.
Podział ten przetrwał do dziś. Na niższych szczeblach taktycznych w zasadzie utrzymywana jest struktura trójkowa, natomiast na wyższych − czwórkowa. W skali operacyjnej struktury mogą być zmienne, ale nie powinny przekraczać  5−6 bezpośrednio podległych dowódcy podstawowych ogniw wykonawczych. Współczesne siły zbrojne zorganizowane są w pododdziały, oddziały oraz związki taktyczne i operacyjne.
Pododdział to najmniejsza struktura organizacyjna składająca się w zasadzie z jednego typu sił i środków danego rodzaju wojsk. Oddział to organizm bojowy zdolny samodzielnie wykonywać zadania na polu walki. W Wojsku Polskim były to pułki, a współcześnie do tego miana pretendują usamodzielnione bojowo bataliony. Podstawowymi ogniwami organizacyjnymi na szczeblu taktycznym są związki taktyczne − brygady i  dywizje. W ich skład wchodzą pododdziały i oddziały różnych rodzajów wojsk danego rodzaju sił zbrojnych. Struktury te są zdolne do samodzielnego działania w skali taktycznej, a niekiedy do wykonywania zadań operacyjnych.
Związki operacyjne posiadają zmienną  strukturę zmienną, dostosowaną do konkretnych celów i warunków operacyjno-strategicznych. W warunkach polskich są to korpusy, a doraźnie mogą być tworzone grupy operacyjne. Nie można wykluczyć także utworzenia w toku wojny większego związku operacyjnego − armii.